# Vladislav I cel Scurt
Vladislav I cel Scurt (în poloneză Władysław I Łokietek; n. 1260, Cuiavia, voievodatul Polonia Mare, Polonia – d. 2 martie 1333, Cracovia, Regatul Poloniei⁠(d)) a fost un rege al Poloniei. A fost duce până în 1300 și prinț de Cracovia din 1305 până la încoronarea sa ca rege pe 20 ianuarie 1320.

## Titluri regale
- Titlul înainte de încoronare: Wladislaus Dei gracia, dux Regni Poloniae et dominus Pomeraniae, Cuiavie, Lanciciae ac Siradiae

Română: Vladislav prin harul lui Dumnezeu, Duce al Regatului Poloniei, Domn de Pomerania, Kuyavia, Łęczyca și Sieradz.
- Titlul regal dupa încoronare: Wladislaus Dei gracia, rex Poloniae et dominus Pomeraniae, Cuiavie, Lanciciae ac Siradiae

Română: Vladislav prin harul lui Dumnezeu, Rege al Poloniei, Domn de Pomerania, Kuyavia, Łęczyca și Sieradz.

Istoricii se refera la el, de asemenea, ca și Vladislav al IV-lea sau Vladislav I. Ambele cifre sunt retrospective ale istoricilor de mai târziu. IV vine de la faptul că el a fost al patrulea care a folosit acest nume, dupa Vladislav I Herman. I vine de la faptul că el a restaurat monarhia după perioada de fragmentare de peste un secol. 

## În trecut
În 1138, Regatul Poloniei, care a crescut în putere sub conducerea Dinastiei Piast, a întâlnit un obstacol care a împiedicat dezvoltarea sa de aproape 200 de ani. Din voința regelui Boleslav al III-lea Gură Strâmbă, Polonia a fost împărțită în cinci provincii: Silezia, Masovia cu Kuyavia, Polonia Mare, Pomerania, regiunea Sandomierz și Polonia Mica, Palatinatul Senior, care a cuprins zonele din jurul Cracoviei, Łęczyca, și Sieradz. Pentru a preveni cearta dintre cei patru fii ai săi, Boleslav  le-a acordat ficăruia câte o provincie, în timp ce Palatinatul Senioral i s-a acordat celui mai mare frate dintre ei. Această decizie a fost menită pentru a preveni certurile dinastice și pentru a preveni dezintegrarea regatului. Cu toate acestea, s-a dovedit a fi inadecvat, ducând la lupte constante și tulburari. Vladislav a reușit să reunească Regatul Poloniei.  

## Viața
Vladislav s-a născut în 1260, fiind al treilea fiu a lui Cazimir I de Kujawski, Duce de Łęczyca, Sieradz și Kuyavia. După moartea tatălui său, el a moștenit regiunea Kuyavia, în timp ce restul de ducate rămase au fost preluate de frații săi, Leszek al II-lea cel Negru și Ziemomysł. Cu toate acestea, după moartea celor doi frați, întreaga moștenire a trecut la Vladislav, care a început reunirea Regatului Poloniei. Următorul său pas a fost câștigarea Poloniei Mici, pentru care a trebuit să-l conteste pe prințul local, Przemysl al II-lea. După moartea lui Przemysl în 1296, Vladislav s-a proclamat succesorul său și s-a stabilit în Polonia Mică, precum și în Pomerania.
În timp ce Vladislav s-a bucurat de sprijinul țăranilor din Polonia Mică, cavalerii și o parte a clerului, care preferau un prinț din Dinastia Piast internă, a dus la înfrângerea lui Václav al II-lea al Boemiei, care avea sprijinul domnitorilor locali. În 1304, Vladislav a intrat și a ocupat Polonia Mică, cu o armată a susținătorilor săi, care, potrivit istoricului din secolul al XV-lea Jan Długosz, era compusă din mai mulți țărani decât cavaleri. De asemenea, el a cucerit Pomerania, dar din moment ce nu a câștigat favoarea domnilor locali și a coloniștilor din Brandenburg, care au migrat în această zonă, el a fost forțat să renunțe la ideea de control complet al coastei Mării Baltice.
În 1311, Vladislav era la putere în Polonia Mică și în patrimoniu său din Kuyavia. În ciuda rebeliunii lui Albert în Cracovia și Sandomierz, el a fost capabil să organizeze aceste orașe datorită spijinului nobilimii și a locuitorilor orașului. Trei ani mai târziu, Polonia Mare a intrat sub stăpânirea lui. Cu toate acestea, Ioan de Luxemburg, Rege al Boemiei, pretindea coroana poloneză. În alianța cu Ordinul Teutonic, el a atacat forțele lui Vladislav de la nord și vest, în timp ce poporul din Brandenburg a încercat să surprindă Polonia Mare. Cu toate acestea, Vladislav a reușit să-și mențină proprietățile sale.
În 1318, el s-a angajat într-o campanie de încoronare. Papa, deși inițial nu dorea, i-a acordat coroana în cele din urmă lui Vladislav, iar acesta a fost încoronat Rege al Poloniei pe 30 ianuarie 1320, în Cracovia. Încoronarea reprezenta că s-a depașit fragmentarea internă a Poloniei și că țara s-a reunit într-un regat independent, sub conducerea lui.
Un război polono-teuton (1326 - 1332) a ocupat ultimii ani ai lui Vladislav. La data de 27 septembrie 1331, el s-a luptat în Bătălia de la Płowce în Kuyavia împotriva unui grup de cavaleri teutoni. Celelalte grupuri de inamici s-au retras în nord. După numeroase victime, forțele lui Vladislav au cucerit domeniile, capturând deținuții și oprind extinderea teutonilor în regiune.
Vladislav s-a străduit să stabilească un cod uniform legal în toată țara. În acest cod, el a asigurat siguranța și libertatea evreilor pe care i-a pus pe picior de egalitate cu creștinii.
Vladislav a murit pe 2 martie 1333 în Cracovia. Fiul său, Cazimir al III-lea cel Mare, a moștenit Polonia Mică, Ducatul Sandomierz, Polonia Mare, Kuyavia, și ducatele Łęczyca și Sieradz, în timp ce Silezia și Lubusz din vest, Pomerania și Masovia din nord, au rămas în afara granițelor regatului său. Cu toate acestea, domnia lui Vladislav a fost un pas important pe drumul spre restaurarea Regatului Poloniei.

### Căsătoria și copiii
În 1293, Vladislav s-a căsătorit cu Hedwig de Kalisz, fiica lui Boleslav al Poloniei Mari și a soției sale, Jolenta de Ungaria. Ce doi au avut împreună șase copii:
- Ștefan al Poloniei (1306)
- Vladislav (1311/1212)
- Kunigunde (1298 - 9 aprilie 1331), s-a căsătorit prima dată cu Bernard de Świdnica iar a doua oară cu Rudolf I, Duce de Saxa-Wittenberg
- Elisabeta (1305 - 29 decembrie 1380), s-a căsătorit cu Carol I al Ungariei
- Cazimir al III-lea cel Mare (30 aprilie 1310 - 5 noiembrie 1370)
- Hedwig (3 iunie 1320/1322)

## Biografie
- Cawley, Charles, Profile of Władysław, Foundation for Medieval Genealogy, retrieved August 2012,
- www.aemyers.net
- Rożek Michał, Polskie koronacje i korony, Kraków 1987. ISBN 83-03-01914-7
- Kraków, Małgorzta Woszczenko

1. ↑  IeSBE / Vladislav II Lokotok, korol polski[*] Verificați valoarea |titlelink= (ajutor)
2. ↑  Ladislau I de Polònia, Gran Enciclopèdia Catalana
3. 1 2  „Vladislav I cel Scurt”, Gemeinsame Normdatei, accesat în 15 octombrie 2015
4. ↑  Władysław I Łokietek, Internetowy Polski Słownik Biograficzny
5. ↑  Wladislaw I, King of Poland, The Peerage, accesat în 9 octombrie 2017